# King Charles
King Charles, artiestennaam van Charles Costa (Londen, 6 mei 1988) is een Engels singer-songwriter uit Londen. In 2009 won hij de International Songwriting Competition met het lied Love lust.

## Biografie
Hij leerde als kind piano, cello en gitaar bespelen en is een klassiek geschoold zanger. Charles begon met schrijven van muziek toen hij 17 jaar oud was. In 2007 nam hij zijn artiestennaam aan nadat hij twee jaar sociologie studeerde aan de Universiteit van Durham. In 2009 won Charles de International Songwriting Competition in Nashville met het lied Love lust, afkomstig van het album LoveBlood (2012). Het album werd opgenomen in Hollywood. LoveBlood belandde op #36 in de UK Albums Charts, #168 in de SNEP en #78 in de Scottish Singles and Albums Charts. In 2016 verscheen zijn tweede album Gamble for a rose. Dit album bereikte #3 in de UK Americana Charts.

## Discografie

### Albums
- LoveBlood, 2012
- Gamble for a rose, 2016

### Singles
- Bam bam, 2011
- Love lust, 2011
- Ivory road, 2011
- Mississippi Isabel, 2012
- Lov Madiba (feat. Katie Amelia & Shingai Shoniwa), 2013
- Loose change for the boatman, 2016
- Gamble for a rose, 2016
- Freak, 2019